# Wimmera Highway

La Wimmera Highway ( et ) est une route de direction est-ouest longue de 345 km qui relie les localités de Marong, au Victoria et de Naracoorte, en Australie-Méridionale, en croisant la Sunraysia Highway, la Henty Highway et la Western Highway. 
Les villes et villages situés le long de son trajet sont : 
- St Arnaud
- Apsley
- Horsham
- Edenhope
- Natimuk